# Armas de los francos

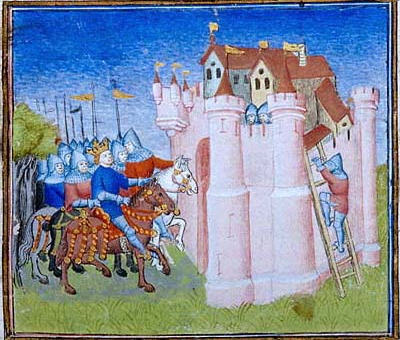
Francos armados en la batalla de Soissons (486)

En la batalla en que Aecio derrotó a Clodión en el país de Artois, en 431, los francos, pueblo germánico, tenían vestidos muy estrechos, una especie de cinturón, un hacha, dardos que arrojaban con mucho acierto y escudos que manejaban con destreza. Después de haber lanzado sus dardos, se echaban sobre el enemigo con una velocidad que igualaba casi a la de sus tiros. (Sidon. Apolinar. Majarian, panegir.)
Los que pasaron a Italia en tiempo de Teodeberto I, rey de Austrasia, en número de cien mil no tenían arcos, ni dardos; solo los caballeros, que eran pocos, llevaban astas: casi todo el ejército se componía de infantería armada de espadas, escudos y hachas; el hierro de estas era grueso y de dos cortes. A la señal comenzaban el combate arrojando el hacha y rompiendo de este primer golpe los escudos de los enemigos, hacían un gran destrozo (Procop. bel. goth. L. II. pag. 216. Grot. 8.) (An. 535.).
Agathias, que vivía en tiempo de Justiniano describe de este modo las armas de los Francos. (Casilin. an. 553.)

Los unos afilaban las hachas, los otros los dardos que llamaban angones y otros reparaban los escudos. La armadura de esta nación es simple y tosca, exige pocos artífices y los mismos que la usan la recomponen fácilmente. Los Francos no conocen ni las corazas ni las grebas; la mayor parte van con la cabeza desnuda y son pocos los que tienen cascos: el cuerpo está desnudo hasta los ríñones y llevan bragas de tela o de cuero que les cubren desde la cadera hasta los pies; y usan poco de caballos porque se instruyen y ejercitan mucho en pelear a pie; y este género de combate es el que ama la nación. Llevan la espada sobre el muslo y el escudo suspendido al lado izquierdo; no tienen arcos ni otras armas que se arrojan de lejos; pero sí hachas de dos cortes y angones, que es su arma principal

(L. II. pag. 3 6. Plantin. 1694. 4.)
No obstante, se sirvieron de flechas en la defensa de las ciudades y de los atrincheramientos. Quintino uno de los tenientes de Mario, tirano de las Galias, habiendo atacado al otro lado del Rhin a una tropa de francos que estaba defendida por una abatida, éstos tiraron sobre los romanos flechas emponzoñadas, cuyas heridas las más leves eran mortales {Grcg.Tur. L. II. C. 9.),
El arco y la flecha no estuvieron en uso bajo la primera estirpe de los reyes francos que se apoderaron de la Galia; el de los cascos y de las corazas se introdujo poco a poco y los Reyes fueron los primeros que los usaron. A Dagoberto I rey de Austrasia, un tiro le penetró el casco y le quitó una parte de sus cabellos. Clotario II su padre yendo a su socorro por la orilla del Veser, se dio a conocer al Duque de los Sajones, quitando su casco y dejando ondear su larga cabellera. (Gesta Francor Reg. C 41.) (hacia 6n.)

## Armas defensivas

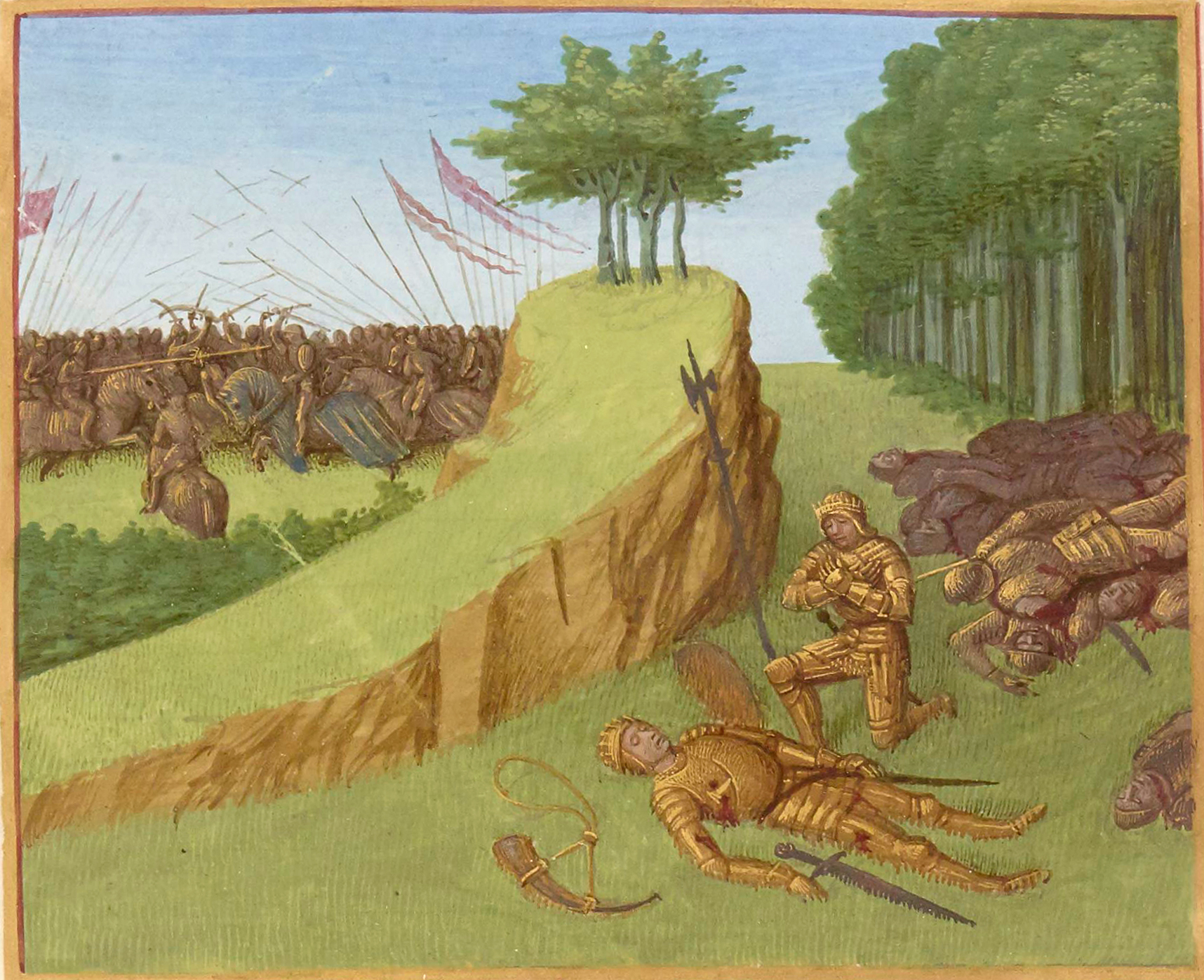
Armadura en tiempos de Rolando

El casco y la coraza se hicieron después comunes a todas las tropas y bajo la segunda estirpe se ve aparecer la armadura completa. El monje de San-Gal, describiendo la de Carlomagno, añade los brazales o mangas de malla, los quijotes de planchas de hierro y los botines de hierro o calzas de malla y dice que los de la comitiva del Príncipe y los que le acompañaban en el combate tenían casi la misma armadura pero que no llevaban quijotes, a fin de montar más fácilmente a caballo. (Duchene script hist. Franc). (768.)
Las corazas eran de cota de malla y cubrían el cuerpo desde el cuello hasta los muslos y después se añadieron mangas de malla y calzas de malla. Gregorio de Tours lo dice así en diversos parajes. Era como una parte de la destreza de los combatientes, el buscar lo débil de la coraza, esto es, las partes por donde se unían unas piezas con otras a fin de romper por estos lugares mal protegidos: así se buscó el medio de remediar este inconveniente y se logró hacer casi invulnerables los caballeros, uniendo de tal modo todas las piezas de la armadura y haciéndola tan fuerte que ni la lanza, la espada ni el puñal podía apenas penetrar hasta el cuerpo: ved aquí lo que en este asunto dice Rigord (pag. 220.)

El caballero Pedro de Mauvoisin, en la batalla de Bouvines, cogió por la brida el caballo del emperador Otón IV y no pudiendo sacarle de entre sus gentes, otro caballero llamado Girard Truye dio a este príncipe una puñalada en el pecho; pero no logró herirle a causa del espesor de las armas impenetrables de que los caballeros de nuestro tiempo están cubiertos

Y hablando de la prisión de Renaudo de Danmartín, Conde de Bolonia, que se hallaba en la misma batalla por el partido de Otón dice

este Conde, cayó y fue hecho prisionero bajo su caballo, un fuerte garzón llamado Commote, le quitó su casco y le hirió en la cara... quiso meterle su puñal en el vientre, pero los quijotes del Conde estaban de tal modo unidos a su coraza que le fue imposible hallar paraje por donde romper.

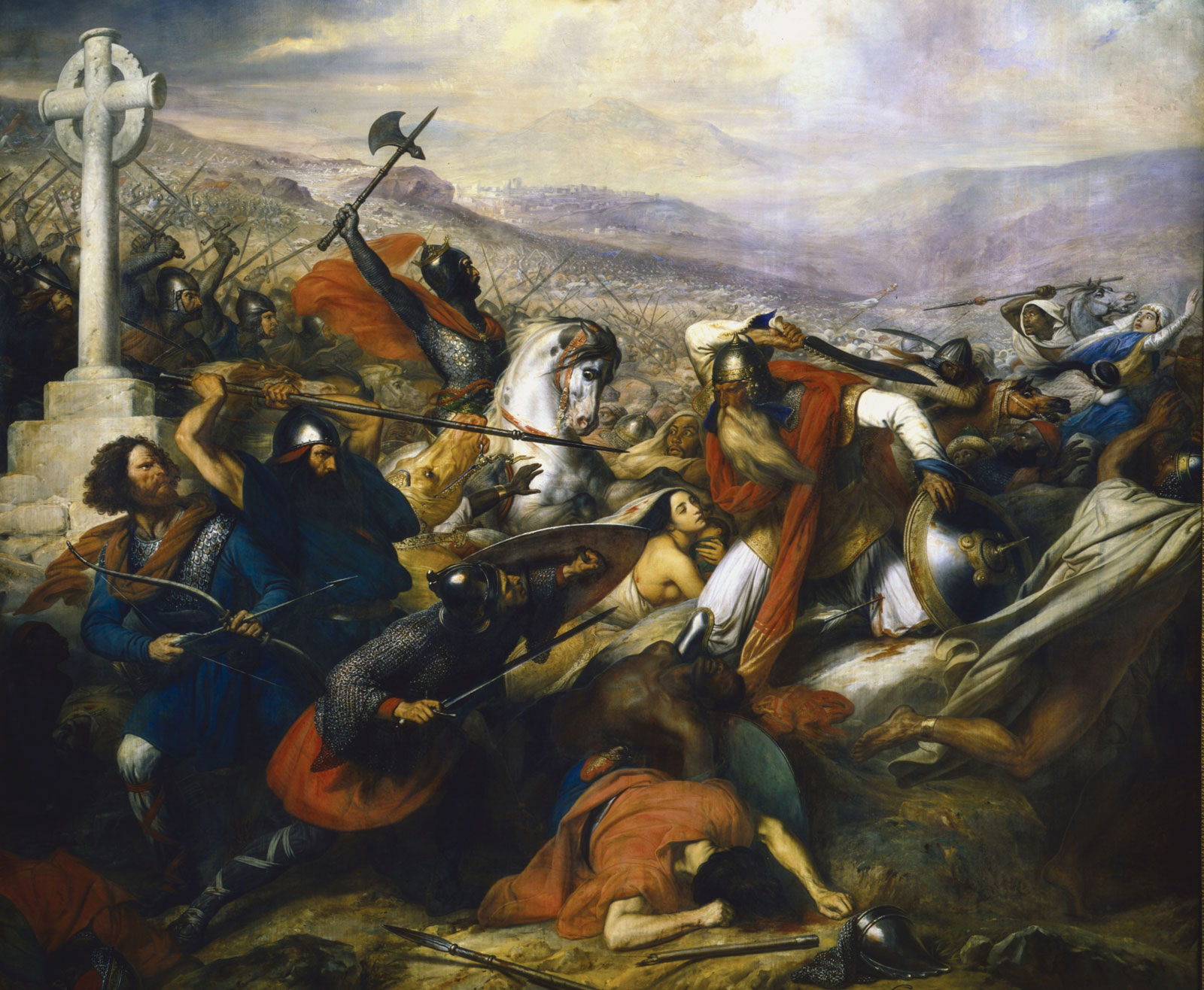
Batalla de Poitiers (732)

Guillermo el Bretón describiendo esta batalla dice lo mismo y aun con mayor claridad. Sus expresiones manifiestan distintamente que este modo de armarse con tanta precaución era nuevo y que por esta razón se intentaba en los combates matar los caballos, a fin de derribar los caballeros y de quitarles la vida o prenderlos porque no se podía romper su armadura y nota que por defecto de esta precaución en los tiempos precedentes, perecían tantos hombres en las batallas.
Así en aquel de que hablamos, con tal que el caballo no cayese y que el caballero se mantuviese firme sobre los estribos cuando el enemigo le atacaba con la lanza, era invulnerable excepto por la visera del casco y había menester ser bien diestro el enemigo para herirle por ella. Esta destreza se adquiría con los diversos ejercicios que se practicaban entonces en los torneos.
Las heridas que los caballeros recibían en los combates comúnmente eran solo contusiones causadas o por los golpes de la maza o por violentos sablazos que abollaban alguna vez la armadura y rara llegaban a sacar sangre. Así los más robustos y más fuertes para soportar el peso de sus gruesas armas y para dirigir o sostener un golpe lograban la ventaja. La fuerza del cuerpo era entonces más necesaria que hoy.

### Los torneos
Otra razón para estas precauciones que tomaban los caballeros en sus armas defensivas, fue la necesidad de cubrirse bien para los torneos, que eran juegos militares en que no entraba animosidad alguna y solo se quería hacer brillar la fuerza y la destreza. Por esto dice un tratado manuscrito de los torneos: los caballeros torneaban con espadas iguales rotos los cortes y las puntas y estas espadas se llamaban espadas graciosas, glavias galantes y armas galantes. (Du-Cange sur foinv. dissert. 6.).
Una de las reglas de estos torneos era dar solo en el cuerpo o en la cabeza y el que daba en el brazo o en el muslo era excluido del premio del torneo. Esto mismo se observaba en los combates particulares, y en los desafíos que se hacían entre enemigos en la guerra. Tenemos un ejemplo en Froissart, que habla de un duelo entre un escudero francés y otro inglés en presencia del Conde de Bouquingam; y retó al escudero francés dice a placer del Conde; pero el bote del inglés fue demasiado bajo y tanto que dio rectamente con su lanza en el muslo del francés. Mucho se incomodó el Conde de Bouquingam y también todos los señores, diciendo que esto era obrar indebidamente. Este reglamento estaba establecido solo para los duelos pues en los combates de tropas se daba en los brazos y en los muslos como en el cuerpo y en la cabeza.
No obstante esto, sucedían frecuentes accidentes bastante incómodos en los torneos y a fin de prevenirlos tomaron los caballeros tantas precauciones para fortificar sus armas defensivas, como para los combates.

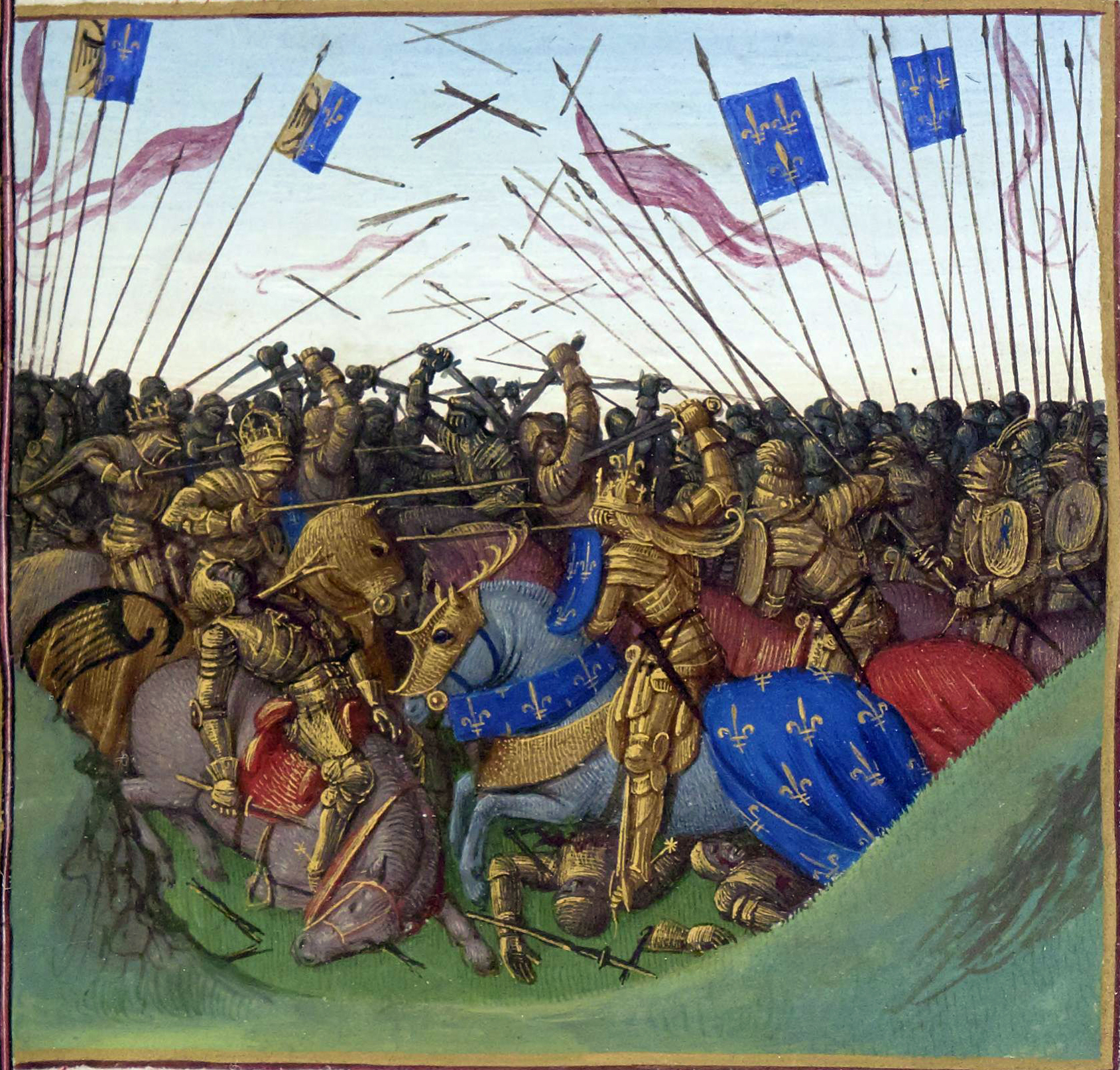
Ataque de la caballería en la batalla de Fontenay (841)

Ved aquí dos descripciones de la armadura de los caballeros de aquel tiempo, la una sacada del monje de Moiremoutier que vivía en tiempo de Luis VII de Luis el Joven y la otra del Presidente Fauchec que la hizo por los historiadores antiguos. Dice el primero de estos autores:

Cuando se creó caballero a Godofre, Duque de Normandía, se le llevaron caballos y se le trajeron armas. Se le vistió una coraza incomparable, cejuda de mallas dobles de hierro que ni flechas ni lanza podía romper. Se le dieron grebas o botas de hierro hechas igualmente de mallas, se le pusieron espuelas doradas y se le colgó al cuello un escudo en que estaban representados leones de oro. Se le puso en la cabeza un casco brillante de piedras preciosas, y tan bien hecho que no había espada que le pudiese hender o romper. Se le dio una lanza de madera de fresno armada de hierro de poitu, y después una espada de la armería real.

La descripción de Fauchet conviene bastante con la precedente. Dice:

En quanto a los hombres de a caballo calzaban botines de malla, espuelas de rodajuela, a manera de estrella, tan anchas como la palma de la mano; porque es antiguo estilo que el caballero comience a armarse por el calzado: después se le vistió un Escaupil... este era un traje largo hasta sobre los muslos y acolchado... debajo de este sayo tenían una camisa de malla larga hasta mas abajo de las rodillas, llamada alpartraz, de la palabra albos... porque las mallas de hierro bien bruñidas y bien relucientes parecían mas blancas. A estas camisas estaban cosidas las grebas; esto dicen los anales de Francia, hablando de Regnaudo, Conde de Dafflmartin, combatiendo en la batalla de Bovines. Tenían también una caperuza de malla que se echaba hacia atrás después que el caballero se había quitado el almete y quería desahogarse sin despojarse de todo su arnés, como se ve en muchos sepulcros y el Alpartraz o Almofar estaba ceñido con una faja o correa ancha... y por última arma defensiva tenían un yelmo hecho de muchas piezas de hierro elevadas en punta, con que se cubrían la cabeza, la cara y el colodrillo, con visera y respiradero que han tomado el nombre de la vista y de la respiración, que pueden levantarse y bajarse para tomar aire; mas no obstante esto era muy pesado y tan mal acomodado, que un bote de lanza bien dirigido a la nariz, respiradero o visera, volvía atrás lo de adelante, como sucedió en la batalla de Bovines a un caballero francés... cuando los yelmos representaron mejor la cabeza de un hombre se llamaron borgoñotas , al parecer a causa de los Borgoñones sus inventores; y por los italianos almete, celada o cetate... Su caballo estaba cubierto y el caparazón era de seda, con las armas y blasón del caballero y para la guerra de cuero cocido o de fajas de hierro.

Lo que este autor dice aquí del alpartraz es muy conforme a las estatuas de los caballeros que se ven sobre los sepulcros, excepto que no es tan largo como expresa, pues no llega hasta debajo de las rodillas. Ponemos aquí la estatua de Pedro de Deux, primero de este nombre, Duque, Conde de Bretaña, y por sobrenombre MaucJero enterrado en San Ivedel de Braine, mas aunque está vestido con su alpartraz, no se puede ver lo largo de este, a causa de la cota de armas que le cubre. Se advierten sus mangas, sus botines de malla y su capucho también de malla que le cae por atrás sobre los hombros; y estas piezas eran como complemento de la vestidura del caballero.

### La armadura

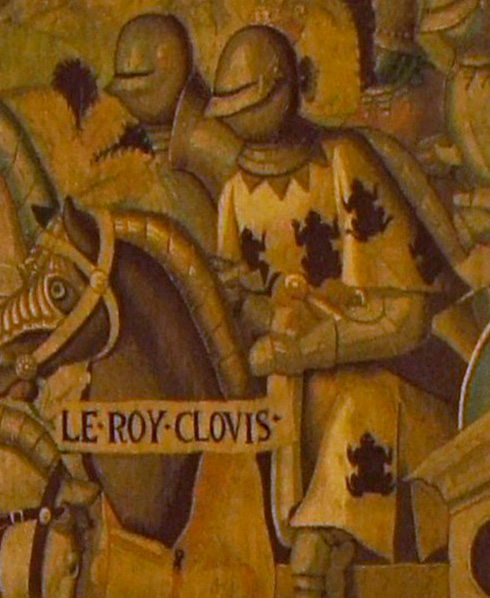
Armadura de Clodoveo I

Se comprende fácilmente por estas dos descripciones, cuál fue la armadura de los caballeros. El Alpartraz era propio de estos como lo ha notado du-Cange en Sus observaciones sobre la historia de San Luis, escrita por Joinrille. La caballería ligera de que se habla frecuentemente en nuestras historias, no tenía más que la coraza, el capacete de hierro o un casco menos pesado y por esto se llamaba ligera.
El escaupil o sayo de que se ha hablado era una especie de acolchado hecho de tafetán o de cuero y embutido de lana, de estopa o de crines para detener el esfuerzo de la lanza, que aunque no penetrase la coraza, magullaría el cuerpo, impeliendo contra él las mallas de hierro de que aquella estaba compuesta. En una cuenta de los bailios de Francia del año de 1268 se dice: tanto para tos tafetanes y las crines o pelote para hacer los escaupiles.
Se ve cómo iban cargados nuestros caballeros guando tenían todas sus armas pues llevaban:
- encima del vestido el escaupil que debía ser muy caliente, estando relleno de lana o pelote. Por encima la cota de mallas de hierro doble, y por consiguiente de un gran peso.
- los príncipes y ciertos grandes señores llevaban también encima la cota de armas, que tenía lugar del paludamentum de los antiguos generales romanos y era a modo de una dalmática sin mangas que bajaba hasta las rodillas. Estaba llena de escudos o de piezas de escudos de armas del caballero y muchas veces de tela de oro o de plata con forros o lazos muy preciosos.
- Fauchet olvidó en su descripción una especie de arma defensiva que se llevaba bajo el escaupil y era un peto de acero batido. Así nos lo refiere Guillermo el Bretón, contando la escaramuza que hubo cerca de Manee, donde el caballero Guillermo de Barres midió su lanza con Ricardo, entonces Conde de Poitiers y después Rey de Inglaterra. Dice que se acometieron con tanta violencia que sus lanzas rompieron los escudos, corazas y escaupiles; pero que una plancha de hierro batido que llevaban debajo de las otras armas impidió que se hiriesen.
- la armadura de la cabeza era el almete, de que los caballeros se servían en la guerra y en los torneos
- también se llamaba capacete el sombrero de hierro que llevaban en las batallas y que ponían en la cabeza quando retirados del combate a descansar y tomar aliento quitaban su almete. Guillermo el Bretón habla de este sombrero de hierro, en la escaramuza de Mante, donde Drciix de Melle, no teniendo más que esta armadura fue atacado por el Señor de Preaux, vasallo del Rey de Inglaterra, que de un sablazo le derribó su sombrero de hierro y le hirió en la frente. Pero después habiéndose hecho curar, volvió al combate ton su almete.

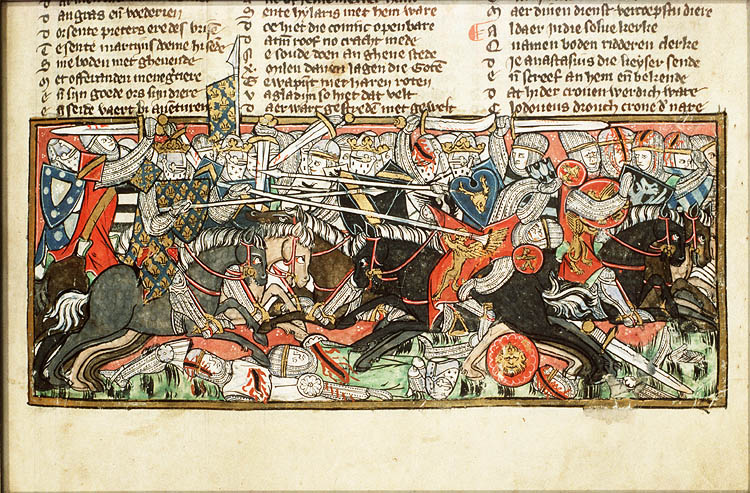
Batalla entre Clodoveo y los visigodos

En Froisart se habla a menudo de estos sombreros de hierro; y eran cascos ligeros sin visera y sin gorjal, como el que después se llamó bacinete. De ellos se servían en aquel tiempo la caballería ligera y la infantería; o bien era una especie de gorros de malla, tales como uno que se ve en la Armería del Rey: entonces se daba el nombre de sombrero a estas piezas que cubrían la cabeza.
Los caballeros como si su almete no fuese bastante pesado le añadían algunas veces una cimera, es decir, alguna figura semejante a aquellas que se ven en los escudos de blasón sobre lo alto de los cascos: y de aquí tuvo en efecto su origen la de estos mismos escudos dándola este nombre porque estaba encima, esto es en lo alto del casco. Guillermo el Bretón dice que en la batalla de Bovines el Conde de Bolonia, que era muy alto, quiso aun parecerlo más, añadiendo a su almete dos astas de barbas de ballena. Estas cimeras se usaron en todos tiempos hasta en los más remotos.
El Almete, como lo ha notado el presidente Fauchet, tenía una visera hecha de rejillas, que se bajaba durante el combate y se levantaba entrando por debajo del frontis del casco. Esta armadura era pesada porque debía ser fuerte para estar a prueba de la clava y del hacha de armas; tenía bastante profundidad y se estrechaba ajustándola por arriba; su figura casi de un cono, con un barberol en que entraba la visera quando se bajaba y una gola de hierro debajo que llegaba hasta los hombros y estaba separada del casco al que se unía por medio de un collar de metal, como se ve en el almete del Condestable de Clison. Por este collar fue por donde un soldado alemán derribó a Felipe Augusto de su caballo en la batalla de Bovincs, enganchándole con un dardo que entró entre el collar y el casco.

### El escudo
El escudo varió en Francia tanto en la forma, cuanto en la extensión; los hubo redondos u ovales, que por esta razón se llamaron rodelas; y otros casi cuadrados; pero que por la parte de abanico eran redondos o se alargaban en punta. Se ve de esta especie en las armerías de nuestros Reyes en la de diversos Príncipes y en las antiguas tapicerías; y los de la infantería mucho más largos qué los de la caballería de modo que algunos cubrían casi todo el cuerpo.
Estos escudos se llamaban tarjas, nombre que también se daba a otros de que solo se servían para cubrirse en el borde del foso de una plaza contra las flechas de los sitiados y en otras ocasiones. Los que los llevaban no tenían entonces otra función que la de cubrir los arqueros que estaban detrás y tiraban sus flechas contra los enemigos. Estos escudos se llamaban también talUxM,
Los escudos de que se servían en el combate, y en los torneos, eran de madera, cubiertos de cuero cocido o de otras materias duras y capaces de resistir a la lanza. Los caballeros ponían en ellos sus armas o blasones en las orillas o en el centro y por la parte exterior. Esto nos manifiesta Guillermo el Bretón, hablando de Ricardo de Inglaterra y del Señor de Arondel, que estaba en el ejército de este Príncipe cerca de Mante.

### Armas en función de la clase social
Entre las armas defensivas las había de que no todos podían servirse. El Alpartraz que era la principal y la más capaz de resistir a la lanza, pertenecía solo a los caballeros y a los que poseían feudo de Alpartraz. Es cierto que la caballería ligera no rema. n!a esta arma, y que así no era a propósito o capaz de sostenerse contra los caballeros en un combate; pero los escuderos, esto es, aquellos que por su nacimiento podían pretender la caballería y a quienes solo faltaba la edad o un cierto tiempo de servicio para llegar a esta clase; combatían muchas veces entre los caballeros, contra los del partido enemigo y eran admitidos en los torneos y en las funciones de armas, donde esta armadura era muy ventajosa y necesaria contra los terribles golpes que allí se daban. Los escuderos tenían al menos el coselete o cota de malla, que hacia la principal parte del alpartraz y además, el peto. Esto parece estar bien probado por un artículo manuscrito de la antigua costumbre de Normandía, donde se dice

Si alguno tiene quejas contra caballero le debe pedir la satisfacción con todas armas, esto es, con caballo, alpartraz, escudo, espada y almete: y aunque hubiese alguno a quien se hiciese la ofensa, que no sea caballero, ni ten^a feudo de alpartraz, defiende no obstante su derecho con todas armas; y el duelo debe hacérsele con un rocin (pequeño caballo), un sayo (escaupil), un casco ligero, un peto y con las demás cosas necesarias para dar satisfacción de la injuria.

Parece por este texto, que el caballero que había hecho una injuria a un escudero, debía combatir con él con las armas del escudero. Se ve aquí la diferencia de ellas y de montura entre el caballero o el que tenía un feudo que le daba el derecho de llevar el alpartraz y el que no era caballero, ni tenía feudo de alpartraz porque en los duelos particulares y autorizados, se armaban según el derecho de poder hacerlo en la guerra.
Así, el simple escudero sino tenía feudo de alpartraz solo se armaba para la guerra con un escaupil, un sombrero de hierro y un peto de acero; con todo no se excluía el coselete o la cota de malla y esto se puede inferir del extracto de un viejo ceremonial para los torneos, referido por el S. de Ducange en la séptima disertación sobre la historia de San Luis. Este ceremonial, después de explicar las armas del caballero, describe así las del escudero. Así el escudero, excepto los brazales, la cofia y grevas de malla, tenía el resto de la armadura, es a saber el coselete de malla, etc.

## Armas ofensivas

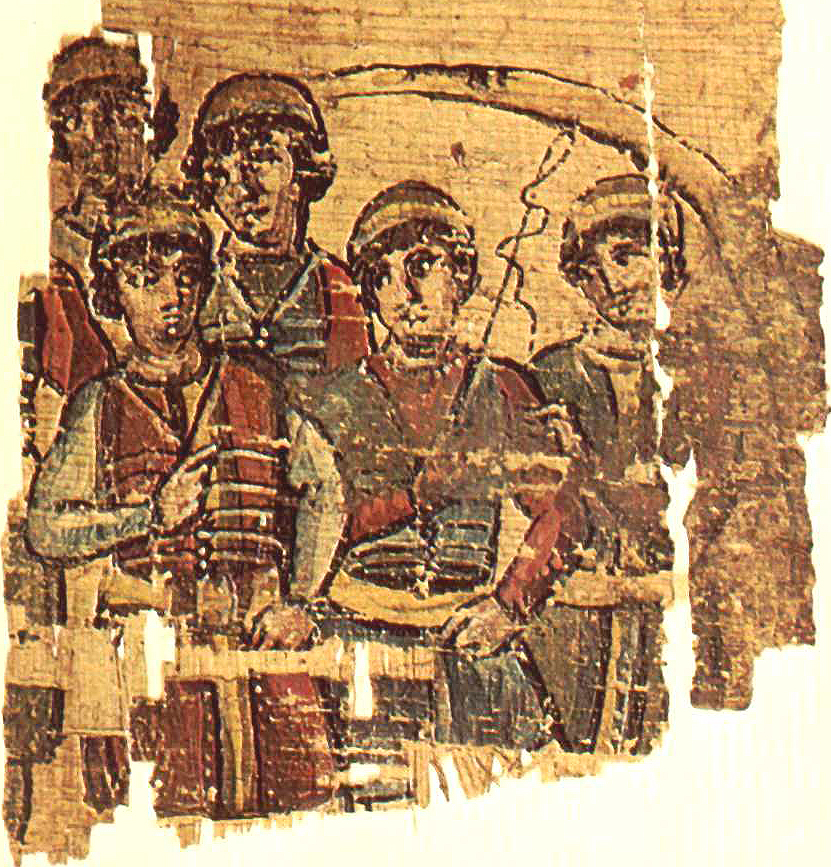
Soldados francos en un papiro del s. V

Las armas ofensivas eran el arco, la ballesta, la flecha, el puñal, la espada, la lanza, el bastón ferrado, la hacha de armas, la clava, el mallo y la honda: ya no se servían de los dardos en Francia en el tiempo de la segunda estirpe, al menos para lanzarlos, que era su primer uso y de donde tomó el nombre.
A los principios de nuestra tercera estirpe no se permitía a toda suerte de personas el servirse indiferentemente de todas las especies de armas y con especialidad a los que no eran de condición libre, de que había entonces gran número en Francia.
Esto nos enseñan las leyes de Guillermo el Conquistador pues en ellas se dice en asunto de la libertad de un esclavo: tradidit illi arma libera, sciticet, lanceam et gladium. Le dio las armas libres, es decir, aquellas de que se servían las personas de condición libre; esto es, una espada y una lanza. Las leyes de este Príncipe fueron conformes por la mayor parte a los usos de la Francia y sobre todo, de Normandía, de que era Duque quando hizo la conquista de Inglaterra.
Este uso está claramente descrito en las capitulares hechas en tiempo de la segunda estirpe y en ellas prohibido a los siervos servirse de lanza. No obstante en el opúsculo en verso, titulado la utilidad del villano, se ve la espada y la lanza. Los villanos o paisanos del tiempo de San Luis en que, a lo más tarde escribió este poeta, eran esclavos y gentes de cuerpo y poder, como se hablaba entonces; no obstante se les permitía tener espada y lanza.
Es, pues, necesario decir una de dos cosas, o que la política se relajó con el tiempo en esta materia o lo que es más verosímil, que la prohibición a los esclavos de servirse de espada y de lanza solo era para el uso ordinario; esto es, que no se les permitía llevarlas comúnmente. Así hemos visto publicar ordenanzas en que se prohibía la espada y otras armas a los que no eran nobles o estaban en actual servicio o en ciertos empleos, aunque les fuese concedido tenerlas en sus casas y usar de ellas en los viajes. En fin, se puede decir también, que esta prohibición arreglaba solo las armas que los aldeanos y gentes del pueblo podían llevar en los ejércitos y que en ellos les estaba prohibido servirse de la espada y de la lanza, no pudiendo armarse más que de arcos, flechas, mazas, etc.
Un verso de Guillermo Bretón, que se ve en la historia de Felipe Augusto, parece hacer alusión a esta práctica; pues hablando de los escuderos o criados, los caracteriza diciendo, que eran aquellos a quienes pertenecía combatir en los exércitos con espada y lanza.
Los epítetos que el Autor de la utilidad del villano da a la espada y a la lanza del paisano, manifiestan también lo que decimos:
Arco y lanza ahumada
Espada enmohecida
Estos epítetos manifiestan que los aldeanos lograban facultad de tener en su casa una lanza y una espada pero que solo se servían de ellas quando se trataba de defender la tierra de su Señor. Fuera de este caso no podían hacer uso de estas armas y por esto la lanza se ahumaba puesta sobre la chimenea y la espada se tomaba en la vaina.
En los ejércitos se servía de toda especie de armas. Aquellas de que se hizo ya mención se nombran en diversos parajes de la historia de Filipo Augusto, por Guillermo el Bretón (p. 215). Allí se halla el bastón ferrado, contus o sudis; la maza clava; el hacha securis, la bisarma o hacha de dos cortes bis-aiuta; los garrotes, especie de flechas y la honda funda.